# تپه‌های کارجی
تپه‌های کارجی تپه‌هایی مربوط به دوران تاریخی پس از اسلام هستند که در شهرستان نیشابور، بخش سرولایت، روستای کارجی واقع شده‌اند. این اثر در تاریخ ۱۰ دی ۱۳۸۱ با شمارهٔ ثبت ۶۷۴۳ به‌عنوان یکی از آثار ملی ایران به ثبت رسیده است.